# Comuna Dulovo, Silistra
Dulovo (în bulgară Дулово) este o comună în regiunea Silistra, Bulgaria, formată din orașul Dulovo și 26 de sate. 

## Localități componente

### Orașe
- Dulovo

### Sate
| - Boil - Cerkovna - Cernik - Cernolik - Doleț - Grăncearovo - Iarebița - Kolobăr - Kozeak | - Mejden - Okorș - Oreșene - Oven - Paisievo - Polkovnik Taslakovo - Poroino - Pravda | - Prohlada - Razdel - Ruino - Sekulovo - Skala - Vodno - Vokil - Vărbino - Zlatoklas |

## Demografie
Componența etnică a comunei Dulovo
     Romi (8,54%)
     Turci (65,48%)
     Bulgari (16,59%)
     Nicio identificare (7,71%)
     Altele (1,65%)
La recensământul din 2011, populația comunei Dulovo era de 28.282 locuitori. Din punct de vedere etnic, majoritatea locuitorilor (65,48%) erau turci, existând și minorități de bulgari (16,59%) și romi (8,54%). Pentru 7,71% din locuitori nu este cunoscută apartenența etnică.